# Карл Фердинанд (Изенбург-Филипсайх)
Карл Фердинанд Лудвиг Адолф Волфганг Ернст Казимир Георг Фридрих фон Изенбург-Бюдинген-Филипсайх (на немски: Karl Ferdinand Ludwig Adolf Wolfgang Ernst Kasimir Georg Friedrich Graf zu Ysenburg u. Büdingen in Philippseich;* 15 октомври 1841, Меерхолц, Гелнхаузен; † 5 януари 1920, дворец Филипсайх при Драйайх) е граф на Изенбург-Бюдинген и господар на Филипсайх при Драйайх.

## Произход
Той е най-големят син на граф Георг Казимир фон Изенбург-Бюдинген-Филипсайх (1794 – 1875) и съпругата му графиня Берта фон Изенбург-Бюдинген-Меерхолц (1821 – 1875), дъщеря на Йозеф Фридрих Вилхелм Албрехт фон Изенбург-Бюдинген-Меерхолц (1772 – 1822) и графиня Доротея фон Кастел-Кастел (1796 – 1864).

## Фамилия
Карл Фердинанд се жени на 11 октомври 1886 г. в Оберурф за принцеса София Гертруда Августа Берта Елизабет фон Ардек (* 8 юни 1864, Касел; † 4 март 1919, Арвайлер), дъщеря на принц Вилхелм фон Хесен-Филипстал-Бархфелд (1831 – 1890) и първата му съпруга принцеса Мария Августа фон Ардек (1839 – 1917). Те имат децата:
- Алексис Август Карл Филип Хайнрих Георг (* 8 август 1887, Филипсайх; † 31 август 1887, Филипсайх)
- Мария Берта Агнес Клементина Августе Луиза Албертина (* 29 април 1890, Филипсайх; † 17 февруари 1964, Лангенселбах, погребана в Меерхолц)
- Ирмгард Мария Хермина Анна Елизабет (* 17 март 1894, Филипсайх; † 11 юли 1921, Бад Хомбург, погребана Филипсайх)
- Елизабет Филипина Мария Фердинанда (* 4 август 1897, Филипсайх; † 16 октомври 1917, Ланген, погребана Филипсайх)